# Wydział Biologii i Ochrony Przyrody Uniwersytetu Rzeszowskiego
Wydział Biologii i Ochrony Przyrody Uniwersytetu Rzeszowskiego – jeden z piętnastu wydziałów Uniwersytetu Rzeszowskiego.

## Historia
Instytut Biologii powstał 1 kwietnia 2023 roku na mocy decyzji Senatu Uniwersytetu Rzeszowskiego, w wyniku której istniejący Instytut Biologii i Biotechnologii został podzielony na dwa Instytuty: Biologii oraz Biotechnologii.
Od 1 stycznia 2025 roku, na mocy Statutu UR, Instytut został przekształcony w samodzielny Wydział.

## Kierunki kształcenia
- Biologia (studia I i II stopnia)[3]

## Władze Wydziału
Od 1 stycznia 2025:
| Stanowisko                               | Imię i nazwisko               |
| ---------------------------------------- | ----------------------------- |
| Dziekan                                  | dr hab. Mateusz Mołoń         |
| Prodziekan ds. Nauki i Rozwoju           | p.o. dr hab. Konrad Leniowski |
| Prodziekan ds. Studenckich i Kształcenia | p.o. dr hab. Ewa Węgrzyn      |

## Struktura organizacyjna
Wydział nie posiada wewnętrznej struktury organizacyjnej i nie jest podzielony na zakłady lub pracownie.
Samodzielni pracownicy naukowi:
- prof. dr hab. Iwona Kania-Kłosok
- prof. dr hab. Idalia Kasprzyk
- prof. dr hab. Łukasz Łuczaj
- dr hab. Roma Durak
- dr hab. Tomasz Durak
- dr hab. Waldemar Grzegorzewski
- dr hab. Konrad Leniowski
- dr hab. Mateusz Mołoń
- dr hab. Bartosz Piechowicz
- dr hab. Mateusz Wolanin
- dr hab. Ewa Węgrzyn
- dr hab. Renata Zadrąg-Tęcza